# Espacio de Interpretación de Berga
El Espacio de Interpretación de Berga es un museo municipal de Berga (provincia de Barcelona). Dispone de una exposición permanente y forma parte del Museo Comarcal de Berga y de la Red de Museos Locales de la Diputación de Barcelona.

## Exposición
El Espacio de Interpretación de Berga analiza la historia local, desde el nacimiento y evolución del núcleo urbano, pasando por todas las fases de su historia, hasta la época en que se convirtió en Villa Borbónica. La exposición hace hincapié asimismo en la relación del municipio con el carlismo.